# Dani Rosado
Dani Rosado Osado (Madrid, 27 de febrero de 1997) es un cantante, músico y actor español. Es conocido a nivel internacional tras su paso por la serie Go! Vive a tu manera para Netflix.

## Reseña biográfica
A los 9 años comenzaron sus primeras experiencias sobre las tablas, teniendo claro desde sus inicios que su pasión se encontraba pisando encima de los escenarios. Inicia su formación en música, canto e interpretación a través de la EMMD de San Sebastián de los Reyes, con la que ha estado vinculado desde los 5 años de edad en diversas materias. 
Arranca su carrera profesional con giras nacionales de diferentes espectáculos para posteriormente dar el salto a Latinoamérica con el éxito internacional Go! Vive a tu manera en Netflix. Tras el éxito cosechado en la serie, se decide a arrancar su proyecto discográfico en solitario en el cual se encuentra actualmente inmerso para la edición de su primer álbum de estudio de la mano de la productora Showprime. Actualmente compagina lac omposición de sus temas con la protagonización de diferentes espectáculos musicales.
En 2021 apareció disfrazado de beisbolista en el concurso de televisión de Antena 3 Veo cómo cantas, donde interpretó la canción El patio del cantante español Pablo López.

## Trayectoria
- Malinche, un musical de Nacho Cano (musical).
- Go! En vivo (gira).
- La fuerza del destino, tributo a Mecano (musical).
- Go! Vive a tu manera (serie, Netflix).
- Coco & Lana, el diario (serie, Disney Channel).
- Recordando a Grease (musical).
- Abba, the gold experience (musical).
- Peter Pan (musical). MENTIRA